# 名古屋市立しまだ小学校
名古屋市立しまだ小学校（なごやしりつ しまだしょうがっこう）は、愛知県名古屋市天白区御前場町にあった公立小学校。
2024年（令和6年）3月31日をもって閉校。同年4月から高坂小学校と統合して、名古屋市立たかしま小学校が設立される。

## 歴史

### 沿革
- 1972年（昭和47年）4月1日 - 名古屋市立しまだ小学校として設置[1]。
- 2024年（令和6年）3月31日 - 閉校。
  - 4月 - 名古屋市立高坂小学校と統合され、名古屋市立たかしま小学校が設立。

### 児童数の変遷
『愛知県小中学校誌』（1998年）によると、児童数の変遷は以下の通りである。
| 1972年（昭和47年） | 880人   |  |
| 1977年（昭和52年） | 1,186人 |  |
| 1987年（昭和62年） | 480人   |  |
| 1997年（平成9年）  | 503人   |  |

## 通学区域
所管する名古屋市教育委員会は、2019年（令和元年）9月1日現在、天白区のうち、大根町・御前場町・高島二丁目および島田が丘・高島一丁目の各一部を通学区域として指定している。
また、卒業後の進学先は名古屋市立久方中学校となっている。

### WEB
1. 1 2  “2023年度公立学校の卒業式、三学期（後期）終業式、2024 年度入学式及び一学期（前期）始業式の実施期日等について” (PDF).   愛知県教育委員会. pp. 5-6 (2024年3月7日). 2024年4月6日閲覧。
2. ↑  “「新しい友達つくる」統合で最後の校歌斉唱も 愛知の公立小中学校で修了式”. 中日新聞web.  中日新聞社 (2024年3月22日). 2024年4月6日閲覧。
3. ↑  名古屋市教育委員会事務局総務部教育環境計画室計画係 (2019年9月1日). “名古屋市立小・中学校の通学区域一覧（天白区）” (PDF).   名古屋市. 2020年6月21日閲覧。
4. ↑  名古屋市教育委員会事務局総務部教育環境計画室計画係 (2018年4月1日). “名古屋市立中学校区一覧（小→中）” (PDF).   名古屋市. 2020年6月21日閲覧。

### 書籍
1. 1 2 3 4  六三制教育五十周年記念愛知県小中学校誌編集委員会 1998, p. 401.